# Estación de Tánger-Ville
La estación de Tánger-Ville (en árabe: محطة طنجة المدينة‎; en francés : Gare de Tanger-Ville) es una estación ferroviaria de Tánger, Marruecos. La estación es la terminal de la línea Al-Boraq, que se inauguró como la primera línea ferroviaria de alta velocidad en África en noviembre de 2018.